# Назар Али-хан Кенгерли
Назар Али-хан Кенгерли (азерб. Nəzərəli Xan Kəngərli; ок. 1776 — 4 августа 1856) — хан Нахичеванского ханства с 1811 по 1813 годы, участник русско-персидской войны на стороне персов. Брат Эхсан-хана и Шейх Али-хана Нахичеванских.

## История
В юном возрасте был послан в Иран своим отцом Келб Али-ханом и долгое время находился у Фетх-Али шаха в качестве аманата. Несколько раз назначался хакимом Нахичевани. Получал от персидского правительства пенсион (св. 1818).
После присоединения Нахичеванского ханства к Российской Империи проживал в Нахичевани без службы, числился по иррегулярным войскам. Полномочный министр по делам в Персии А. С. Грибоедов в 1828 году хлопотал о назначении ему пенсии в 1.100 червонцев в год, что было утверждено; «за услуги отца» произведён «прямо в подполковники» (27.11.1837); затем, «за отличия по службе» — в полковники (27.03.1855). Имел серебряную медаль в память путешествия императора Николая I по Кавказу в 1837 году.
Из тиульных имений, предоставленных российским правительством, известно селение Назар-Абад (8,5 верст в окружности, 310 харваров поливной земли, св. 1831). Владел в Нахичевани общественной баней. По свидетельству на 1850 год, имел 8 наследственных деревень: Али-Абад (360 руб. годового дохода), Тумбул (700 руб.). Ямхана (500 руб.), Ханага (600 руб.), Зейнаддин (400 руб.), Вайхир (200 руб.). Назар-Абад (300 руб.) и Зувала (150 руб.). Имел также виноградный сад и два дома.

## Семья
По сведениям на 1831 год, его жена Фатима Ханум (род. ок. 1776) умерла, осталось две жены: Зогра Ханум (род. ок. 1816) и Биби Ханум (род. ок. 1806). В 1858 году значится только последняя. Потомки его после 1866 года носили фамилию Нахичеванские.